# Wappen Kataloniens
Die Autonome Gemeinschaft Katalonien besitzt als einzige der Autonomen Gemeinschaften Spaniens kein offiziell angenommes Wappen, obwohl das allgemein im Gebrauch befindliche Wappen seit dem Jahr 1150 bekannt ist. Es zeigt vier rote Pfähle auf einem goldenen Schild, auf dem eine goldene Krone ruht.
Im Gegensatz dazu ist die Flagge Kataloniens (genannt senyal reial) im Artikel 4 des Autonomiestatuts von Katalonien vom 18. Dezember 1979 folgendermaßen festgelegt: „Die Flagge Kataloniens ist die traditionelle mit vier roten Streifen auf goldgelbem Grund.“

## Historische Herkunft des Wappens
Der Schild mit den vier roten Pfählen erscheint erstmals auf einem Siegel aus Wachs an einem Dokument, das Raimund Berengar IV., Graf von Barcelona am 2. September 1150 ausstellte. Durch seine Heirat mit Petronella von Aragón wurde der Schild auch zum Wappen des in Personalunion regierten Königreichs Aragón. Als die Grafen von Barcelona 1410 ausstarben, wurde das Wappen auch von der Dynastie Trastàmara beibehalten.

## Legende zur Entstehung des Wappens
Von 878 bis 897 war Wilfried der Haarige (katalanisch Guifré el Pilós) erster erblicher Graf von Barcelona. Er wurde in einem Kampf gegen die Sarazenen schwer verwundet. Darauf eilte Kaiser Karl der Kahle ans Sterbebett von Wilfried und sah dabei, dass sein goldener Schild noch ohne Wappen war. Darauf berührte der Kaiser die tödliche Wunde und zog mit dem Blut Wilfrieds mit seinen Fingern vier rote senkrechte Streifen über den Schild. Im Kloster Ripoll, wo Wilfried begraben liegt, zeigt ein Gemälde diese Szene.